# ШКФ Серед
ШКФ Серед (на словашки: Športový Klub Futbalu Sereď) познат още и като ŠKF iClinic Sereď (Slovak pronunciation: [ˈsɛɾɛc]) е словашки професионален футболен отбор от едноименния град Серед. Отборът е създаден през 1914 в тогавашната Австро-Унгария. В дебютния си сезон 2018/19 във Висшата лига на Словакия заема престижното 6-о място. Домакинските си мачове играе на „градския стадион“ в Серед с капацитет 2800 места.

## Успехи
- Словашка суперлига
  -  6-о място (1): 2018/19
- Втора дивизия
  -  Шампион (1): 2017/18
- Купа на Словакия
  -  Носител (1): 2005/06
  -  Финалист (1): 2000/01

## Предишни имена
| Години | Име                                                                 |
| ------ | ------------------------------------------------------------------- |
| 1914   | Середски ШК Seredský ŠK (Seredský športový klub)                    |
| 1950   | ТЙ Славой Серед TJ Slavoj Sereď (Telovýchovná jednota Slavoj Sereď) |
| 1966   | ТЙ Хутник Серед TJ Hutník Sereď (Telovýchovná jednota Hutník Sereď) |
| 19??   | ШКФ Серед ŠKF Sereď (Športový klub futbalu Sereď)                   |
| 2018   | ШКФ иКлиник Серед ŠKF iClinic Sereď                                 |